# Aeroporto Internacional El Rahaba
O Aeroporto El Rahaba ou Aeroporto Internacional de Saná é um aeroporto internacional localizado na capital do Iêmen, Saná. 